# Paregle audacula
Paregle audacula är en tvåvingeart som först beskrevs av Harris 1780.  Paregle audacula ingår i släktet Paregle och familjen blomsterflugor. Arten är reproducerande i Sverige. Inga underarter finns listade i Catalogue of Life.

## Bildgalleri

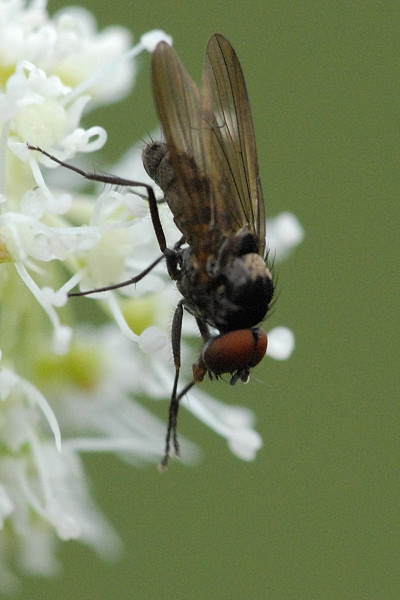
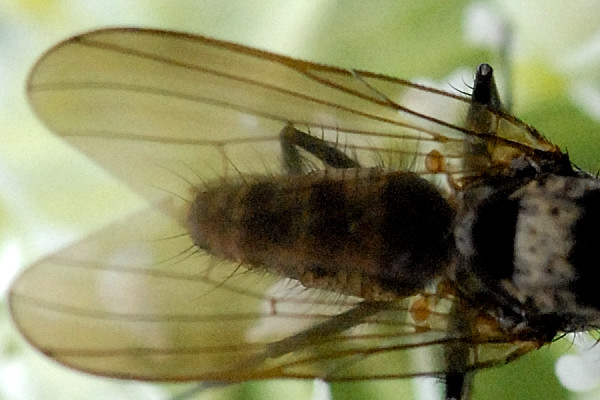